# Killarney
Killarney (en irlandès, Cill Airne, "església dels aranyoners") és una ciutat del comtat de Kerry, a Irlanda. Es troba al nord dels Macgillicuddy's Reeks, a les ribes del llac Lein, que forma part del Parc Nacional de Killarney. Els monuments més destacats són la catedral de Santa Maria, el castell de Ross i l'abadia i la residència Muckross. Pel que fa a l'entorn natural, cal destacar el conjunt de llacs de Killarney, la cascada de Torc i el Gap of Dunloe. La població va rebre un premi mediambiental, atorgat pel ministeri d'aquest àmbit del govern irlandès, el 2007, cosa que li ha permès incrementar l'atractiu turístic.

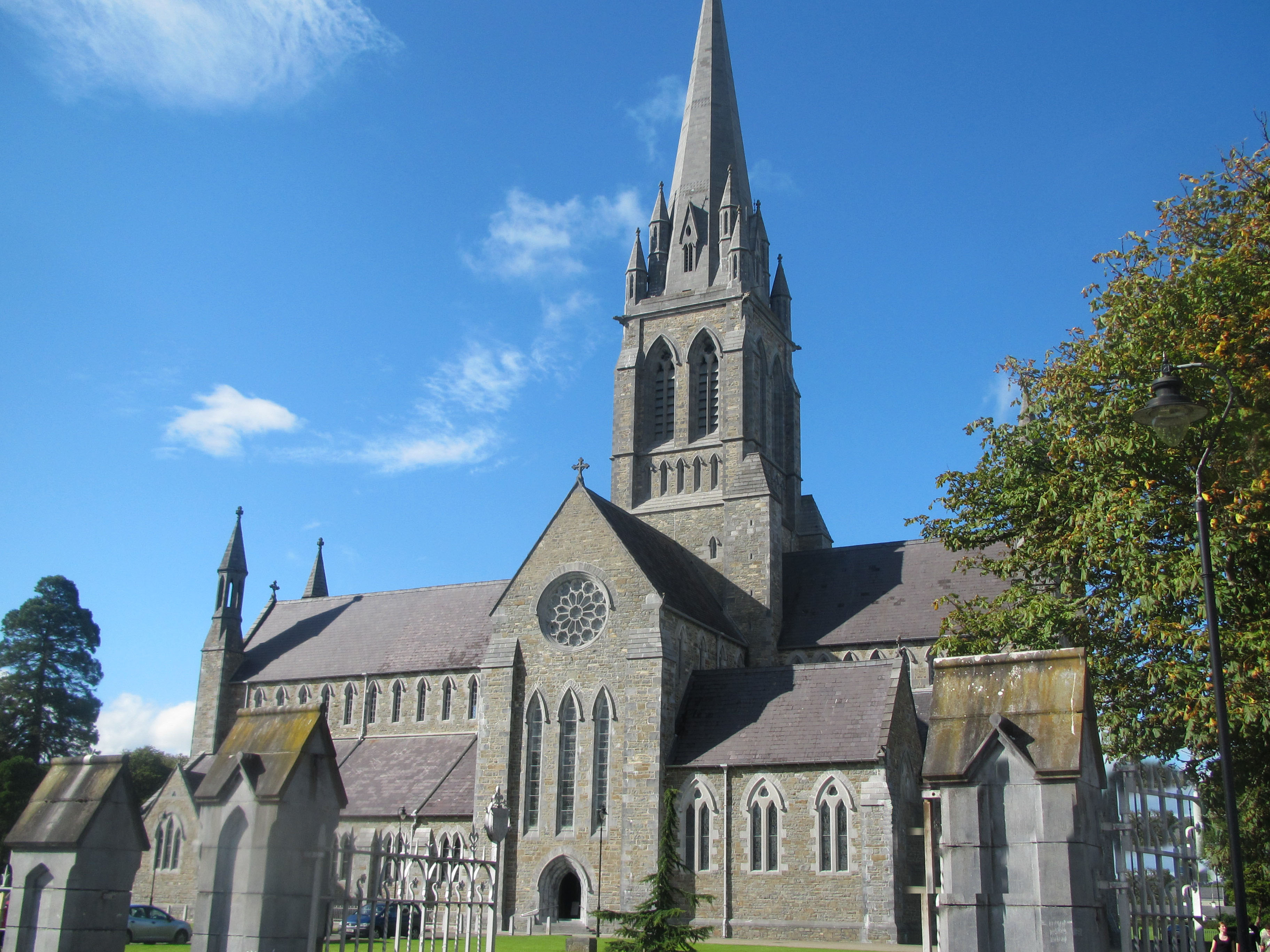
Catedral de Santa Maria

## Personatges il·lustres
- Michael Fassbender, actor de pare alemany i mare irlandesa, hi va viure de petit.

## Agermanaments
- Springfield (Illinois)
- Castiglione di Sicilia
- Cooper City
- Concord (Carolina del Nord)
- Myrtle Beach
- Kendal
- Pleinfeld